# 1010 هـ
ألف وعشرة 1010 هـ هي سنة في التقويم الهجري امتدت مقابلةً في التقويم الميلادي بين سنتي 1601 و1602.

## مواليد
- محمد بن عبد الله الخرشي